# Cabela’s Dangerous Hunts
Cabela’s Dangerous Hunts (рус. «Опасная охота») — компьютерная игра в жанре симулятора охоты, разработанная компаниями FUN Labs (версия для Xbox и PC) и Sand Grain Studios (версия для PlayStation 2), и изданная компанией Activision Value Publishing в 2003 году. Первая игра в одноимённой серии игр Cabela’s Dangerous Hunts; одна из игр, относящихся к линейке игр Cabela’s.

## Игровой процесс
Компьютерная игра выполнена в жанре симулятора охоты; в играх данного типа геймплей обычно сосредоточен на разведывании местности, установки приманок, выслеживании животного и охоте на него и т. д.

### Режимы игры
Перед началом игры пользователь может выбрать, в каком режиме будет вестись игра — Quick Hunt (рус. «Быстрая охота»), Action Zone (рус. «Зона действия») и Career Hunt (рус. «Карьера»).
В режиме Quick Hunt пользователь выбирает одного из предложенных разработчиками персонажей с заранее настроенными параметрами, а затем игра автоматически подбирает одну из локаций и предлагает охоту на одного из хищников. Данный режим создан для того чтобы быстро приступить к охоте, все промежуточные этапы сведены до минимума. Тем не менее, при желании игрок может самостоятельно выбрать локацию (и время года), а также экипировку.
Режим Action Zone является «аркадным» режимом игры, не имитирующим реальную охоту. В этом режиме игрок переходит с уровня на уровень, убивая животных, которые бегут к нему, с тем видом оружия, который был автоматически выдан игрой. Каждый уровень подразделен на несколько этапов. В начале этапа к игроку двигаются хищники, после их истребления необходимо войти в портал, который переносит игрока в другую часть местности — с этого момента начнется следующий этап.
Режим Career Hunt является самым большим и основным игровым режимом. В режиме карьеры пользователь может выбрать персонажа, которым будет вестись игра. На выбор предложено несколько охотников женского и мужского пола, разных возрастов (молодой, зрелый). У каждого предложенного охотника есть свои баллы умений (подобно параметрам персонажей в играх жанра RPG) — эти умения характеризуют способность выслеживать добычу (бесшумно передвигаться, «читать» следы животных), способность управляться с оружием и т. д. Каждый охотник обладает определёнными умениями, в зависимости от возраста и пола. Далее разрешается дать охотнику любое имя.
После этапа создания персонажа режим Career Hunt разветвляется на два вида игры («подрежима») — Challenge (рус. «Испытание») и Charter (рус. «Чартер»).
«Испытание» представляет собой цепочку заданий, каждое из которых проходит на определённой локации в определённое время года. Задания могут представлять собой охоту на определённый вид животного; охоту на определённый вид животного с определённым оружием; убийство одного животного и использование его в качестве приманки для убийства хищника; поиски пропавшего охотника; необходимость добраться до жилого места в лесу, переполненном волками, имея в наличии лишь нож и т. д. За прохождение каждого задания в режиме испытания выдаются очки, необходимые для прохождения следующего задания. Однако в некоторых случаях очков для прохождения задания может не хватать — это может означать, что у персонажа недостаточно развита меткость стрельбы, или не открыто достаточное количество зон в другом виде игры — Charter. Таким образом, оба вида игры взаимосвязаны.
Перед тем как приступить к охоте в «подрежиме» Challenge, после выбора задания, нужно выбрать необходимую экипировку: одежду, приманки, палатку, набор с пищей, аптечку для оказания срочной медицинской помощи и оружие. В зависимости от типа выбранного задания на выбор оружия могут накладываться ограничения, например, может быть разрешено взять с собой лишь один из луков вместо ружья. Так как в режиме испытания местность может быть представлена в разные времена года (соответственно, цвет травы, деревьев и местности в целом может отличаться), одежда может быть подобрана так, чтобы больше подходить к сезону охоты (белая куртка позволяет охотнику быть менее заметным зимой среди снега). Существует также опция автоматического подбора экипировки.
«Чартер» позволяет пользователю самому выбрать локацию, время года, самостоятельно выбрать экипировку и купить лицензию на охоту на необходимые (и водящиеся в конкретном лесу) виды животных.
На некоторых локациях можно найти транспортные средства (снегоход или квадроцикл), заплатив определённую сумму (каждая успешная охота проносит деньги, которые можно тратить на снаряжение, оружие и т. д.), его можно взять напрокат.
Локации (леса), на которых ведется игра, показаны в нескольких вариантах, каждый из которых соответствует определённому времени года. Охота на каждой локации начинается в дневное время, однако игрок, установив палатку, может ускорить течение времени, в результате чего дневное время сменится на более позднее; также на некоторых уровнях иногда можно заметить изменения в погоде.

### Интерфейс игры
Интерфейс игры (HUD) во время охоты показывает на экране следующую информацию: уровень скрытности (позволяет определить, насколько бесшумно передвигается охотник), направление ветра (необходимо для того чтобы определить, может ли животное почуять запах охотника), жетон с изображением животного на которое ведется охота, компас, шкалу общего состояния охотника, показатели жажды и сытости охотника. Прозрачные красные точки на экране показывают местонахождения добычи — двигаясь по направлению к ним, можно обнаружить искомое животное.

### Локации
В игре представлено множество видов локаций — лесов, которые размещаются в разных регионах мира. Ниже представлен список регионов, в лесах которых представлена охота. Каждая локация в игре сделана в нескольких вариантах (летнем, осеннем и зимнем).
- Аляска (США)
- Альберта (Канада)
- Британская Колумбия (Канада)
- Колорадо (США)
- Айдахо (США)
- Нью-Мексико (США)
- Северная Калифорния (США)
- Северо-Западные территории (Канада)
- Квебек (Канада)
- Танзания
- Висконсин (США)
- Зимбабве

### Животные
Ниже указан список животных, на которых может вестись охота. Различные виды животных по-разному управляются искусственным интеллектом, с учётом особенностей их поведения в реальном мире. В скобках указано, на каких локациях встречаются определённые звери.
- Толсторог (снежный баран) (Альберта, Нью-Мексико и Северо-Западные территории)
- Тонкорогий баран (Аляска и Британская Колумбия)
- Черный медведь (Альберта, Айдахо, Северная Калифорния, Квебек и Висконсин)
- Полярный медведь (Северо-Западные территории)
- Гризли (Аляска, Альберта, Британская Колумбия и Северо-Западные территории)
- Кадьяк (Аляска)
- Африканский буйвол (Зимбабве)
- Северный олень (Карибу) (Северо-Западные территории и Квебек)
- Благородный олень (Айдахо, Нью-Мексико и Северная Калифорния)
- Чернохвостый олень (Колорадо)
- Белохвостый олень (Альберта, Колорадо, Висконсин, Северная Калифорния, Северо-Западные территории)
- Вилорог (Айдахо, Нью-Мексико и Северная Калифорния)
- Койот (Колорадо, Нью-Мексико и Висконсин)
- Дукер (Зимбабве)
- Орикс (Танзания)
- Гиена (Танзания)
- Импала (Зимбабве)
- Куду (Зимбабве и Танзания)
- Леопард (Зимбабве и Танзания)
- Лось (Аляска, Британская Колумбия и Квебек)
- Снежная коза (Аляска, Британская Колумбия и Айдахо)
- Пума (Колорадо, Айдахо, Нью-Мексико и Квебек)
- Носорог (Зимбабве)
- Волк (Аляска, Альберта, Британская Колумбия, Квебек и Северо-Западные территории)
- Зебра (Зимбабве)
- Кабан (Нью-Мексико и Северная Калифорния)

## Игровой движок
В игре применяется игровой движок Cross-Gen (другое название: Chameleon Engine) собственной разработки компании FUN Labs. Данный игровой движок применяясь в бо́льшей части игр линейки Cabela’s, подвергается частым модификациям и обновлениям.
Игровой движок той версии, которая используется Cabela’s Dangerous Hunts, поддерживает отображение реалистичной шейдерной воды, анимированную траву и деревья (колышущиеся ветки деревьев, колышущаяся на ветру трава), эффект солнечных бликов, погодные эффекты (дождь, туман и т. д.), динамическую смену погодных эффектов и времени суток, динамические тени, отбрасываемые от персонажа игрока, животных и транспортных средств, обрабатывает открытые локации большого размера без подгрузок.
Версия игры для PC отличается от консольных версий текстурами более высокого разрешения и более проработанными трёхмерными моделями.

## Рецензии и оценки
| Сводный рейтинг       | Сводный рейтинг     |
| Агрегатор             | Оценка              |
| --------------------- | ------------------- |
| Metacritic            | 68 % (ПК) 57 %(PS2) |
| Иноязычные издания    |                     |
| Издание               | Оценка              |
| GameSpot              | 68 %                |
| GameSpy               | 75 %                |
| TeamXbox              | 6,8/10              |
| Cheat Code Central    | 70 %                |
| GameZone              | 65 %                |
| PC Games              | 61 %                |
| Русскоязычные издания |                     |
| Издание               | Оценка              |
| Absolute Games        | 66 %                |

Игра получила преимущественно достаточно высокие оценки специализированной прессы. Так, рецензент крупнейшего русскоязычного сайта Absolute Games Владимир Горячев (известный как Nomad) начинает обзор положительно отзываясь об «эволюции охотничьих симуляторов», замечая что в играх данного жанра графика становится более красивой, а их игровой процесс усложняется. Далее Горячев пишет о технологическом исполнении игры.

Помнится, в пакете 3DMark 2001 был тест «Nature», работавший только на видеокартах с поддержкой пиксельных шейдеров. В Cabela’s Dangerous Hunts всё настолько же красиво. Где бы мы ни оказались — на Аляске, в Зимбабве, глухой канадской чаще близ Великих Озёр, Мексике или Индиане, — нас везде окружают изумительно красивые антуражи. Роскошная вода в лужах и речках — с настоящей рябью на поверхности и правильными искажениями, в которой отражаются вечно бегущие куда-то облака и качающаяся на ветру листва деревьев. Последние, кстати, уже давным-давно перестали напоминать букеты мутных спрайтов; нынешние родственники «дирхантера» щеголяют округлыми стволами и красивыми кронами, а внизу растет густая полигональная трава, сминающаяся под ногами охотника. На текстуры и дизайн ландшафтов усилий никто не жалел, приговоренные к отстрелу звери ублажают глаз лоснящейся шерстью, откормленными тушками и неплохой анимацией. Заключительный штрих — лесное многоголосье, доносящееся из колонок. Если сотрудникам FUN Labs надоест клепать охотосимуляторы, они всегда могут уйти на ролевые пастбища — с такими наработками их там примут как родных.

Далее Горячев пишет об RPG-элементах игры, переходя к представленным игровым режимам: «Если вынести за скобки стандартный „Quick Hunt“ и аркадное извращение по кличке „Action Zone“, предлагающее попробовать себя в скоростном отстреле бешеных животных-самоубийц, останется главное и единственное блюдо дня — „Career“. 47 миссий, 12 районов для „свободной охоты“, открывать которые приходится по очереди, что вполне вписывается в легенду о консольном происхождении Dangerous Hunts. К счастью, родство с приставками выдает лишь гипертрофированный шрифт в меню».

 Nomad положительно отзывается о карьерном игровом режиме, отмечая некоторые задания, но критикует искусственный интеллект животных («Особенно забавно наблюдать за жизнью виртуального зоопарка. Поведение животных в FUN Labs явно изучали по книжке „Зоология для чайников“. Вся фауна CDH делится на две категории: первые дают стрекача, а вторые, едва учуяв приближение человека, лезут к нему напролом и атакуют до последнего вздоха»). Общая оценка игры в рецензии на Absolute Games составляет 66 % из 100 %.
В обзоре на одном из самых крупных зарубежных игровых сайтов GameSpot рецензент Скотт Осборн (англ. Scott Osborne) отмечает, что игроки найдут игру либо насыщенной и интересной, либо скучной и утомительной, в зависимости от своих познаний в охоте и терпения. В обзоре подробно описан игровой процесс, автор разбирает игровые режимы; графику игры автор обзора называет не передовой, но привлекательной: «Визуальные эффекты выглядят приятно в целом и берут на себя большу́ю часть работы по созданию внешнего вида разнообразной местности. Они имеют некоторые очень точные детали, например, листья деревьев раскачиваются на ветру, а при дыхании изо ртов животных вырывается пар, когда воздух холодный; и самое главное — двигающиеся облака, отбрасывающие динамические тени на поверхность земли». Автор подводит итог, подчеркивая, если у пользователя хватит терпения и познаний в охоте, он откроет в ней множество интересного. Общая оценка составляет 68 % из 100 %.
Оценку 3 из 5 (или 75 % из 100 %) поставил игре популярный англоязычный сайт GameSpy. Автор обзора положительно отзывается о графике и игровом процессе, однако замечает, что когда игрок осваивает правила игры и свыкается с геймплеем, игра начинает терять свою привлекательность и казаться однообразной.
Американский ресурс TeamXbox, специализирующийся исключительно на играх для игровых консолей Xbox, оценивая соответствующую версию игры поставил ей 6.5 из 10.
70 % из 100 % поставил игре сайт Cheat Code Central, отмечая качественную графику и «большую работу, проделанную разработчиками по воссозданию охотничьего опыта»; 65 % из 100 % поставили игре на сайте GameZone и 61 % из 100 % поставил журнал PC Games.
По состоянию на ноябрь 2011 общая оценка, высчитанная агрегатором рецензий Metacritic — 68 % из 100 % (для PC-версии). В то же время оценка для PlayStation 2-версии является более низкой — 57 % из 100 %.